# アルプス中央信用金庫
アルプス中央信用金庫（あるぷすちゅうおうしんようきんこ、英語：Alupuschuo Shinkin Bank）は、長野県伊那市に本店を置く信用金庫である。愛称は「あるしん」である。

## 沿革
- 2003年7月22日 - 伊那・赤穂の2信用金庫が合併し、アルプス中央信用金庫が発足する。
- 2003年1月 - マルチペイメントネットワーク（電子収納サービス）取り扱い開始。
- 2012年7月 - 赤穂営業部が新店舗へ伊那東支店が本店営業部の店舗内店舗として移転営業開始。
- 2016年7月 - ナイスロード支店が本店営業部の店舗内店舗として移転の上、営業開始。
- 2017年10月 - 宮木支店が辰野支店の店舗内店舗として移転の上、営業開始。
- 2018年12月 - 株式会社origamiとの提携に関する契約の締結。
- 2019年7月 - 福岡支店が南支店の店舗内店舗として移転の上、営業開始。

## 店舗
本店のある長野県伊那市及び長野県上伊那郡に計22店舗を持つ。店舗詳細「店舗一覧」を参照。

## ATM
あるしんのATMコーナーでは、他の信用金庫のキャッシュカードでも「しんきんATMゼロネットサービス」により、平日8:45-18:00及び土曜9:00-14:00の入出金に限り手数料は無料となる。
また、八十二銀行（ぐるっと信州ネット）のキャッシュカードでも、平日8:45-18:00の出金に限り手数料は無料となる（その逆も同様。ただし、八十二銀行が参加しているコンビニATM：ローソンATMでは対象外）。
セブン銀行ATM、ビューアルッテ（JR東日本の駅のATM）とも提携している（いずれも要手数料）。ATM詳細「ATMコーナー一覧」を参照。